# تخت بسطام سفلی
تخت بسطام سفلی، روستایی در دهستان بیجنوند از توابع بخش زاگرس در شهرستان چرداول در استان ایلام کشور ایران است.

## جمعیت
این روستا در دهستان بیجنوند قرار دارد و براساس سرشماری مرکز آمار ایران در سال ۱۳۸۵، جمعیت آن ۳۳ نفر (۹خانوار) بوده‌است.